# Jessie Bernard

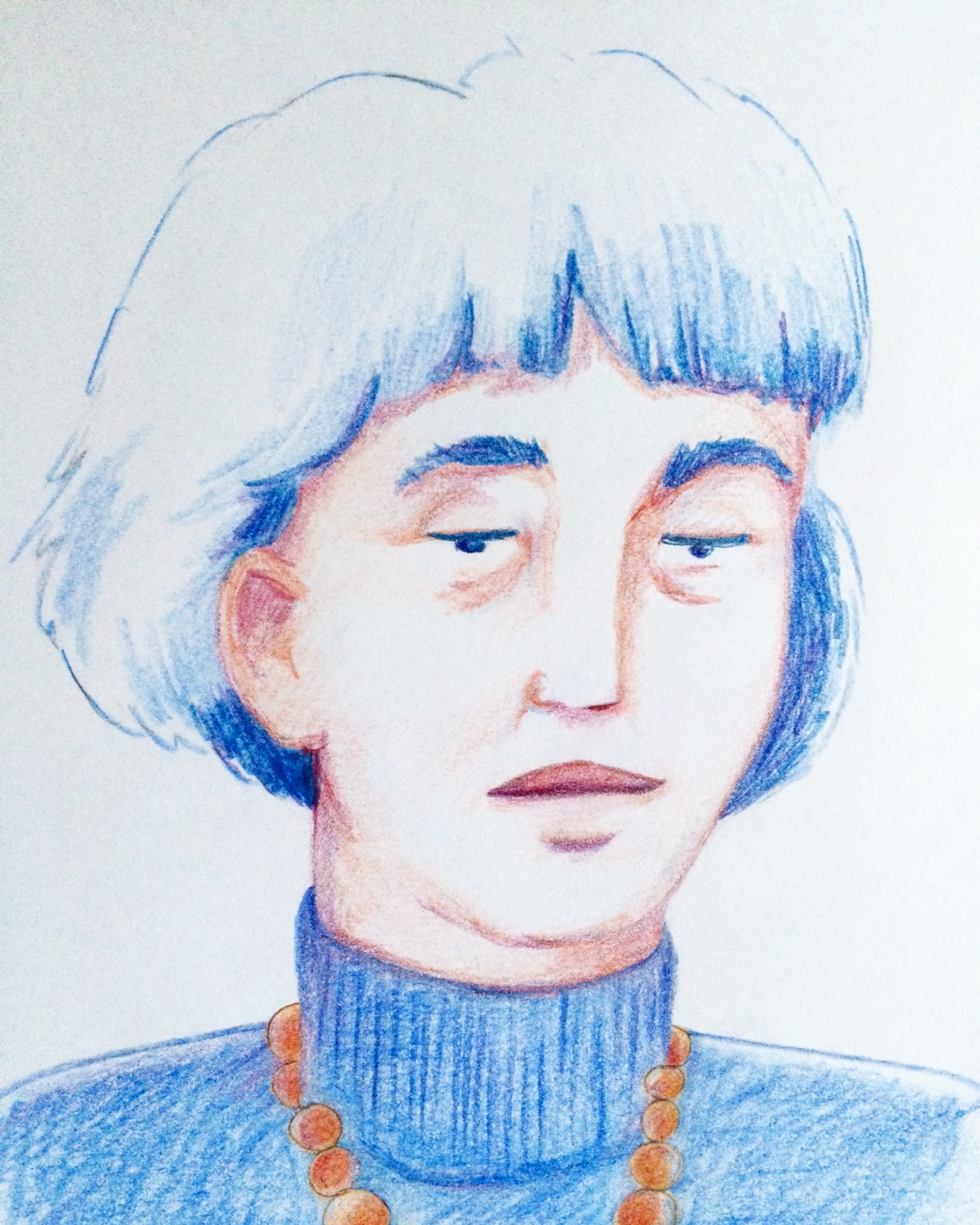

Jessie Shirley Bernard (1903 — 1996) foi uma socióloga estadunidense. É conhecida por seus trabalhos sobre casamento, família, status das mulheres
Obras
- The Origins of the American Sociology (1943)
- Academic Women (1964)
- Women and Public Interest (1971)
- The Future of Marriage (1972)
- The Sociology of Community (1973)
- The Future of Motherhood (1974)
- The Female World in a Global Perspective (1987)